# Poštne znamke s Tintinom
To je seznam poštnih znamk, ki so bile izdane v Belgiji in drugih državah po svetu, v čast Tintinu in njegovim pustolovščinam, seriji stripov, belgijskega karikaturista Hergéja.

## Seznam izdaj

### Belgija
Leta 1979 je 1. oktobra izšla enkratna znamka. Na znamki sta bila Tintin in Švrk, ki sta s povečevalnim steklom pregledovala znamko, ki prikazuje kapitana Haddocka. Znamka je bila kasneje prikazana na sprednji naslovnici knjige Harryja Thompsona, Tintin, Hergé in njegova kreacija.
Leta 1999 je bila 15. oktobra izdana znamka, ki prikazuje model rakete za na Luno (Odprava na Luno in Pristanek na Luni). 
Leta 2000 je izšla enkratna znamka Tintina, ki premika lutko Hergéja.
Februarja 2004 je belgijska pošta izdala komplet petih znamk v počastitev 75-letnice Tintina, 50-letnice zvezka Pristanek na Luni in 35-letnice pristanka na Luno Neila Armstronga.
Leta 2007 je v počastitev stoletnice Hergéja, belgijska pošta izdala serijo 25. znamk, od katerih 24 prikazuje eno od naslovnic stripa v različnih tujih jezikih in eno, ki prikazuje Hergéjevo sliko.

### Nizozemska
Nabor dveh znamk je izšel septembra 1999. Vsaka je prikazala prizor iz zvezka Pristanek na Luni.

### Francija
Enkratna znamka in miniaturna pola sta bili izdani 11. marca 2000.
Leta 2007 je bil izdan nabor šestih znamk, v katerih je vsaka upodobila enega od likov - Tintin in Švrk, profesor Sončnica, kapitan Haddock, Petek in Svetek, Bianca Castafiore in Čang. Poleg znamk je bila izdana tudi miniaturna pola z vsemi šestimi znamkami.

### Demokratična republika Kongo/Belgija
Skupna izdaja obeh držav je na znamkah upodobila dve knjižni naslovnici Tintina v Kongu.